# ザ・サン (1833年創刊)
『ザ・サン』(The Sun) は、アメリカ合衆国ニューヨークで1833年から1950年にかけて発行されていた新聞。より発行部数が多かった『ニューヨーク・タイムズ』や『ニューヨーク・ヘラルド・トリビューン (New York Herald Tribune)』と同じように、シリアスな報道を行なう新聞とされていた。これら3紙の中で、『ザ・サン』は、政治的に最も保守的な立場をとっていた。
この新聞はしばしば「ニューヨーク・サン」の名で言及される。

## 歴史
『ザ・サン』は、1833年9月3日にニューヨークで、ベンジャミン・デイ (Benjamin Day) の編集によって、「It Shines for All（万人のために輝く）」をスローガンとして創刊された。創刊時は、いわゆる「ペニー・プレス (penny press)」と称される、安価なタブロイド紙であった。
『ザ・サン』の内容は、当時は画期的なものであり、犯罪報道や、自殺、死去、離婚といった個人的事件の報道を他紙に先駆けて行った。自殺を報じる記事は、デイが最初に印刷したのである。この記事は、普通の人についてこれを報道したという点で、重要なものであった。それによってジャーナリズムを変化させ、新聞をコミュニティや読者たちの生活の中核的部分に据えることになった。これ以前に新聞に掲載されていた記事は、いずれも政治に関する事柄や、書評、劇評などであった。デイは、記者を雇って外回りに出し、記事の取材を行なわせた最初の人物であった。それまでの新聞は、読者が寄せる題材や、他の新聞から流用した記事にもっぱら依存していた。デイが犯罪報道に注力したことは、報道と記事執筆の技量が問われるようになる最初の一歩であった。また、『ザ・サン』は、全く新たな取り組みではなかったものの、新聞が購読料収入に依存せずとも広告収入によって成立し得ること、また、定期購読者への配達を行なわなくても、街頭で販売し得ることを実証したという点でも重要であった。さらに、エリート層ではなく、大衆を成す労働者階級のふつうの人々を読者として狙っていた。デイと『ザ・サン』は、大衆の識字力の獲得が急速に進んでいたことを認識し、彼らに新聞を売ることで利益を上げられることを実証したのである。『ザ・サン』以前には、新聞の発行者は、しばしば損失を出しながら新聞を出し続けており、もっぱら印刷事業で生計を立てていたのである。
1887年には夕刊の発行が取り組まれた。1916年には、朝夕刊両方をフランク・マンセイ (Frank Munsey) が買い取り、夕刊紙『イブニング・サン (Evening Sun)』は、マンセイが既に支配していた『ニューヨーク・プレス (New York Press)』に統合された。朝刊紙の『ザ・サン』は、一時期、やはりマンセイが支配していた『ニューヨーク・ヘラルド (New York Herald)』と統合され、『The Sun and New York Herald』となったが、1920年に再び両者を分け、『イブニング・サン』を廃したことを踏まえて、『ザ・サン』を夕刊紙に転換した。この新聞は、1950年1月4日まで発行されたが、『ニューヨーク・ワールド＝テレグラム (New York World-Telegram)』と統合されて『ニューヨーク・ワールド＝テレグラム・アンド・サン (New York World-Telegram and Sun)』となり、同紙は1966年に『ニューヨーク・ワールド・ジャーナル・トリビューン (New York World Journal Tribune)』に合流したが、翌年にはこれが廃刊に至った。

## おもなことがら
『ザ・サン』が最初に有名になったのは、同紙が中心的な役割を担った1835年の「月のほら話 (Great Moon Hoax)」によるものである。このとき同紙は、イギリスの天文学者ジョン・ハーシェルによって発見されたとする、月面上の生命と文明についての捏造記事を掲載し、結局これを取り下げなかった。1844年4月13日、『ザ・サン』は、後に『軽気球夢譚 (The Balloon-Hoax)』にまとめられたエドガー・アラン・ポーによるフィクション記事も（事実であるかのように）報道した。熱気球による架空の大西洋横断飛行を報じたこの話は、発行から2日後に取り下げられた。
今日、『ザ・サン』は、フランシス・ファーセルス・チャーチが執筆した「そうです、ヴァージニア、サンタクロースはいるのです (Yes, Virginia, there is a Santa Claus)」という一節が有名な1897年の論説「サンタクロースはいるのですか？ (Is There a Santa Claus?)」によって最もよく知られている。
1873年から1890年まで、市内ニュースの編集者であったジョン・B・ボガート (John B. Bogart) は、おそらく最も頻繁に引用されるジャーナリズム活動についての言説「犬が人を噛んでも、それはありふれているからニュースにはならないが、 人が犬を噛んだらニュースになる (When a dog bites a man, that is not news, because it happens so often. But if a man bites a dog, that is news.)」を生み出した。この語句は、『ザ・サン』の編集者であり、1868年から1897年まで部分的オーナーでもあったチャールズ・アンダーソン・ダナ (Charles Dana) によるものとされることもよくある。
1947年から1948年にかけて、『ザ・サン』は、マルコム・ジョンソン (Malcolm Johnson) による画期的な一連の記事「ウォーターフロントの犯罪 (Crime on the Waterfront)」を掲載し、この記事は1949年にローカル報道部門 (Local Reporting) でピューリッツァー賞を受賞した。この連載は、1954年の映画『波止場 (On the Waterfront)』の原作の基となった。
『ザ・サン』最初の女性記者は、1868年に雇われたエミリー・ヴァーダリー・ベティ (Emily Verdery Bettey) であった。エリナー・ホイト・ブレイナード (Eleanor Hoyt Brainerd) は、1880年代に記者、ファッション編集者として雇われ、アメリカにおける新聞の歴史において最初期の職業的女性編集者のひとり、そしておそらくは最初の常勤ファッション編集者となった。

## 遺されたもの
1952年の映画『デッドライン～USA (Deadline – U.S.A.)』は、『ザ・デイ (The Day)』というニューヨークの新聞の廃刊をめぐる話であり、1950年に廃刊となったかつての『ザ・サン』が参考にされている。映画に登場する新聞紙名『ザ・デイ』は、『ザ・サン』の編集人がベンジャミン・デイであったことにも因んでいる。（なお、コネチカット州ニューロンドンに実在する新聞『ザ・デイ (The Day)』と混同してはならない。）
1972年の映画『ゴッドファーザー (The Godfather)』の新聞記事の切り抜きがモンタージュされたシーンでは、『ザ・サン』の題号部分が映し出されている。もともと百貨店であった改装した『ザ・サン』のオフィスは、ロウアー・マンハッタンのチェンバース・ストリート (Chambers street) とリード・ストリート (Reade Street) に挟まれたブロードウェイ280番地 (280 Broadway) にあり、現在はザ・サン・ビルディング (The Sun Building) として知られており、新聞の題号とモットーが掲げられた時計が有名であり、1986年にはニューヨーク市のランドマークとして登録された。
2002年に、あらたなブロードシート判の新聞『ザ・ニューヨーク・サン (The New York Sun)』が、かつての『ザ・サン』の題号とモットーを掲げ、よりリベラルで進歩的と見なされている『ニューヨーク・タイムズ』などに対抗する、ローカル・ニュースに重点を置いた「保守派の選択肢 (conservative alternative)」として登場した。ロナルド・ワイントラウブ (Ronald Weintraub) が発行し、セス・リプスキ (Seth Lipsky) が編集したこの新聞は、2008年9月30日に廃刊となった。